# Mathew Ahmann
Mathew H. Ahmann, né le 10 septembre 1931 à Saint Cloud et mort le 31 décembre 2001 à Washington, est un militant politique américain.
Il est l'un chef de file de l'engagement de l'Église catholique dans le Mouvement afro-américain des droits civiques. Il participe à la Marche sur Washington pour l'emploi et la liberté.

## Biographie

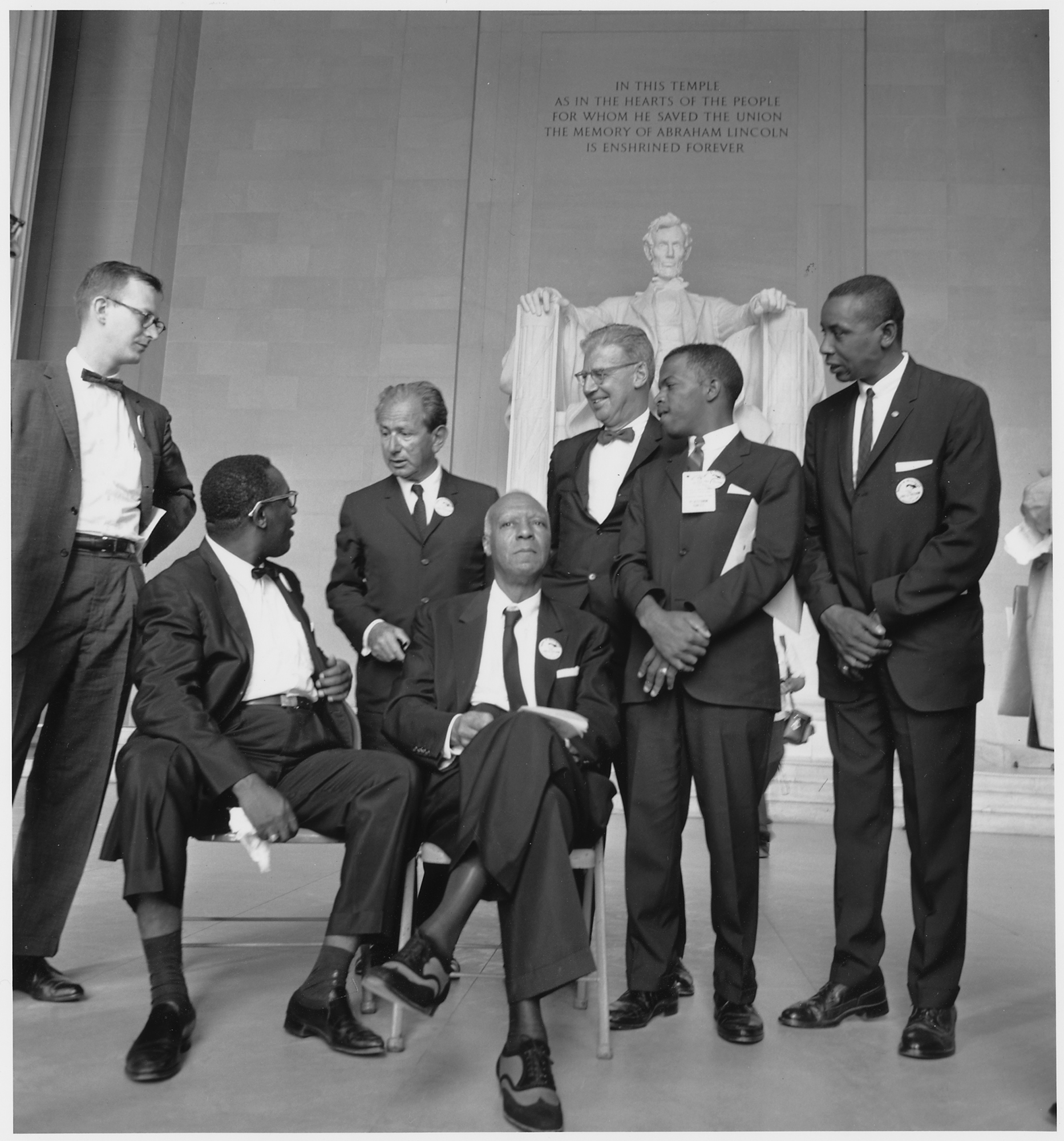
Mathew Ahmann (gauche) lors de la Marche sur Washington pour l'emploi et la liberté (1963).